# Saint-Maurice-lès-Couches
Pour les articles homonymes, voir Saint-Maurice.
Saint-Maurice-lès-Couches est une commune française située dans le département de Saône-et-Loire, en région Bourgogne-Franche-Comté.

## Géographie

### Climat
Pour des articles plus généraux, voir Climat de la Bourgogne-Franche-Comté et Climat de Saône-et-Loire.
En 2010, le climat de la commune est de type climat océanique dégradé des plaines du Centre et du Nord, selon une étude du Centre national de la recherche scientifique s'appuyant sur une série de données couvrant la période 1971-2000. En 2020, Météo-France publie une typologie des climats de la France métropolitaine dans laquelle la commune est exposée à un climat océanique altéré et est dans la région climatique Bourgogne, vallée de la Saône, caractérisée par un bon ensoleillement (1 900 h/an), un été chaud (18,5 °C), un air sec au printemps et en été et des vents faibles.
Pour la période 1971-2000, la température annuelle moyenne est de 10,6 °C, avec une amplitude thermique annuelle de 17,2 °C. Le cumul annuel moyen de précipitations est de 823 mm, avec 12 jours de précipitations en janvier et 7,6 jours en juillet. Pour la période 1991-2020, la température moyenne annuelle observée sur la station météorologique installée sur la commune est de 11,5 °C et le cumul annuel moyen de précipitations est de 803,5 mm. 
La température maximale relevée sur cette station est de 40,4 °C, atteinte le 12 août 2003 ; la température minimale est de −16,7 °C, atteinte le 20 décembre 2009,,.
| Mois                                  | jan.             | fév.            | mars            | avril         | mai            | juin          | jui.          | août          | sep.         | oct.          | nov.            | déc.            | année      |
| ------------------------------------- | ---------------- | --------------- | --------------- | ------------- | -------------- | ------------- | ------------- | ------------- | ------------ | ------------- | --------------- | --------------- | ---------- |
| Température minimale moyenne (°C)     | −0,1             | 0,1             | 2,7             | 5,1           | 8,9            | 12,3          | 14,2          | 13,9          | 10,5         | 7,3           | 3,1             | 0,6             | 6,5        |
| Température moyenne (°C)              | 3                | 4,1             | 7,8             | 10,8          | 14,8           | 18,5          | 20,6          | 20,4          | 16,3         | 11,9          | 6,7             | 3,6             | 11,5       |
| Température maximale moyenne (°C)     | 6,1              | 8               | 12,8            | 16,6          | 20,6           | 24,7          | 27            | 26,9          | 22,2         | 16,6          | 10,2            | 6,6             | 16,5       |
| Record de froid (°C) date du record   | −15,8 12.01.1987 | −14,3 05.02.12  | −12,6 01.03.05  | −4,6 08.04.21 | 0,4 15.05.1995 | 3,1 04.06.01  | 6,8 13.07.00  | 5,7 26.08.18  | 1 30.09.1995 | −5 25.10.03   | −8,6 23.11.1993 | −16,7 20.12.09  | −16,7 2009 |
| Record de chaleur (°C) date du record | 17 01.01.23      | 21,8 24.02.1990 | 25,6 29.03.1989 | 28,7 25.04.07 | 32,8 20.05.22  | 37,2 22.06.03 | 39,5 31.07.20 | 40,4 12.08.03 | 34 10.09.23  | 28,2 10.10.23 | 22,5 07.11.15   | 17,6 16.12.1989 | 40,4 2003  |
| Précipitations (mm)                   | 69               | 55,9            | 56,3            | 61,1          | 72,3           | 61,4          | 59,3          | 57,1          | 65,5         | 81            | 85              | 79,6            | 803,5      |

| Diagramme climatique                                  |          |             |             |             |              |            |              |              |           |           |            |
| J                                                     | F        | M           | A           | M           | J            | J          | A            | S            | O         | N         | D          |
| 6,1−0,169                                             | 80,155,9 | 12,82,756,3 | 16,65,161,1 | 20,68,972,3 | 24,712,361,4 | 2714,259,3 | 26,913,957,1 | 22,210,565,5 | 16,67,381 | 10,23,185 | 6,60,679,6 |
| Moyennes : • Temp. maxi et mini °C • Précipitation mm |          |             |             |             |              |            |              |              |           |           |            |

Les paramètres climatiques de la commune ont été estimés pour le milieu du siècle (2041-2070) selon différents scénarios d'émission de gaz à effet de serre à partir des nouvelles projections climatiques de référence DRIAS-2020. Ils sont consultables sur un site dédié publié par Météo-France en novembre 2022.

## Urbanisme

### Typologie
Au 1er janvier 2024, Saint-Maurice-lès-Couches est catégorisée commune rurale à habitat dispersé, selon la nouvelle grille communale de densité à sept niveaux définie par l'Insee en 2022.
Elle est située hors unité urbaine et hors attraction des villes,.

### Occupation des sols
L'occupation des sols de la commune, telle qu'elle ressort de la base de données européenne d’occupation biophysique des sols Corine Land Cover (CLC), est marquée par l'importance des territoires agricoles (93,6 % en 2018), en diminution par rapport à 1990 (99,8 %). La répartition détaillée en 2018 est la suivante : prairies (42,3 %), cultures permanentes (27,3 %), zones agricoles hétérogènes (17,2 %), terres arables (6,7 %), zones urbanisées (6,2 %), forêts (0,2 %). L'évolution de l’occupation des sols de la commune et de ses infrastructures peut être observée sur les différentes représentations cartographiques du territoire : la carte de Cassini (XVIIIe siècle), la carte d'état-major (1820-1866) et les cartes ou photos aériennes de l'IGN pour la période actuelle (1950 à aujourd'hui).

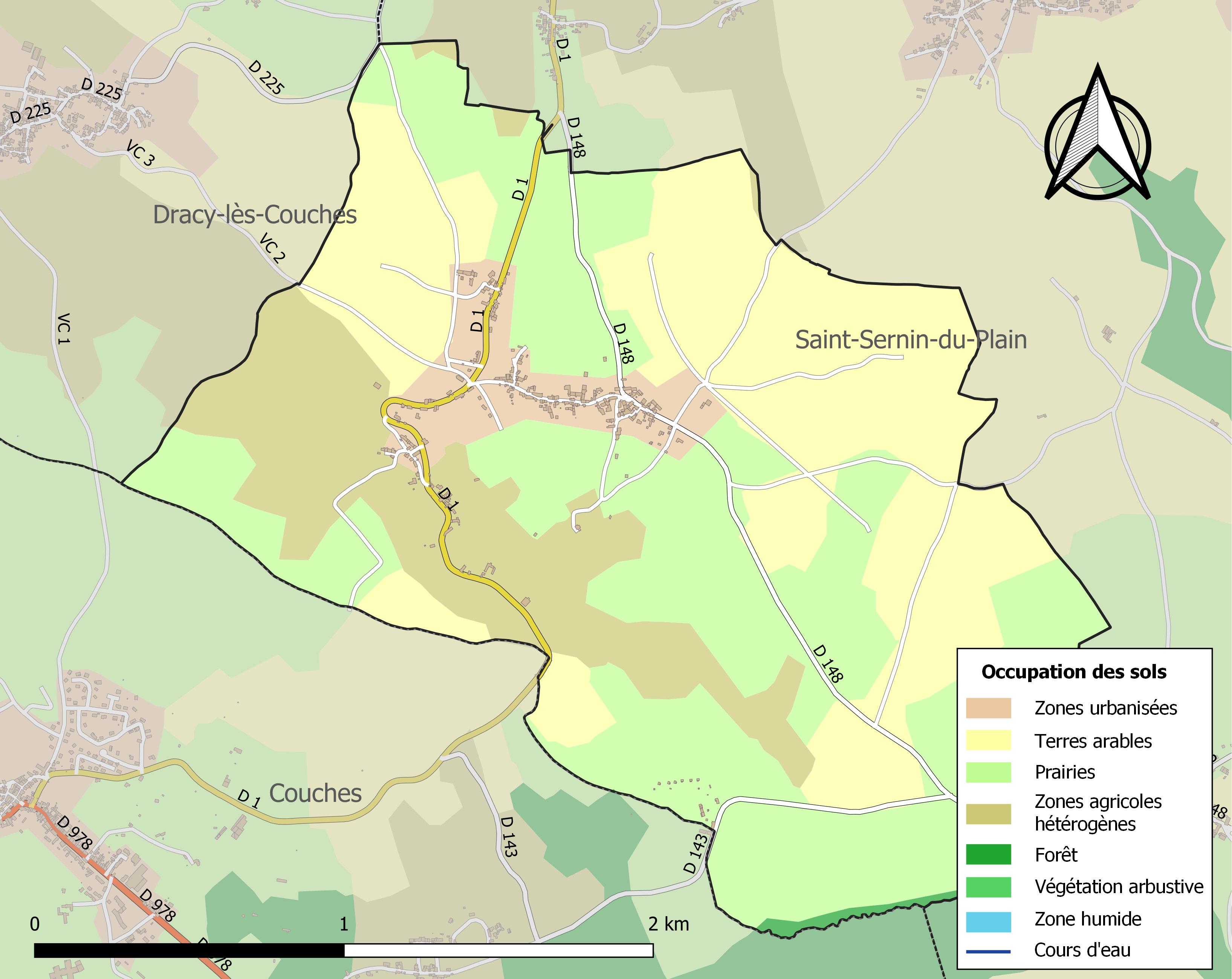
Carte des infrastructures et de l'occupation des sols de la commune en 2018 (CLC).

### Lieux-dits, hameaux et écarts
Ancien hameau de Couches, sur la voie gallo-romaine d'Agrippa, avec comme principaux hameaux Bouhy (qui a conservé sa chapelle), Corcelles et Marchez. Ses habitants, les Boïens, nom éduen qui leur a été donné, à la suite de la bataille de Sacrovir sous Tibère, qui avait eu lieu en cet endroit.

## Histoire
Saint-Maurice-les-Couches a été fondé par une charte capétienne en 1295 sur l’emplacement d’une chapelle romaine dédiée à saint Maurice[réf. souhaitée].
Avant la Révolution, Saint-Maurice et Dracy disposaient d'une église et d'un cimetière communs, situés à mi-chemin entre les deux localités.

## Politique et administration
| Période                                  | Période  | Identité                  | Étiquette | Qualité                                             |
| ---------------------------------------- | -------- | ------------------------- | --------- | --------------------------------------------------- |
| 1830                                     | 1830     | François Minard           |           |                                                     |
| 1831                                     | 1834     | Emiland Chifflot          |           |                                                     |
| 1835                                     | 1846     | Philibert Ragey           |           |                                                     |
| 1846                                     | 1848     | Jean Bonny                |           |                                                     |
| 1848                                     | 1870     | Emiland Lavaux            |           |                                                     |
| 1870                                     | 1871     | Nicolas Raquillet         |           |                                                     |
| 1871                                     | 1878     | Pierre Martin             |           |                                                     |
| 1878                                     | 1880     | Pierre-Vincent Ripotot    |           |                                                     |
| 1880                                     | 1884     | Philibert Ragey           |           |                                                     |
| 1884                                     | 1896     | Pierre Martin             |           |                                                     |
| 1896                                     | 1900     | Antoine Landriot          |           |                                                     |
| 1900                                     | 1903     | Paul Durure               |           |                                                     |
| 1903                                     | 1908     | Jules Lavaux              |           |                                                     |
| 1909                                     | 1910     | Charles Marchal           |           |                                                     |
| 1911                                     | 1919     | Pierre-Vincent Ripotot    |           |                                                     |
| 1920                                     | 1924     | Pierre Mercier            |           |                                                     |
| 1924                                     | 1925     | Pierre Dusson             |           |                                                     |
| 1925                                     | 1929     | Jean Contant              |           |                                                     |
| 1930                                     | 1940     | Jacques Guillien          |           |                                                     |
| 1940                                     | 1944     | Edouard Dessendre         |           |                                                     |
| 1945                                     | 1954     | Marcel Verdun             |           |                                                     |
| 1954                                     | 1971     | Henri Demanche            |           |                                                     |
| 1971                                     | 1974     | Adrien Verdun             |           |                                                     |
| 1974                                     | 1977     | Jeanne Sarrien-Dechavanne |           |                                                     |
| 1977                                     | 1980     | Albert Labuche            |           |                                                     |
| 1980                                     | 2014     | Bernard Dessendre         | UDF-UMP   | Conseiller général du canton de Couches (1982-2015) |
| 2014                                     | 2020     | Jean-Claude Dessendre     |           |                                                     |
| 2020                                     | En cours | Olivier Barré             |           |                                                     |
| Les données manquantes sont à compléter. |          |                           |           |                                                     |

## Démographie
L'évolution du nombre d'habitants est connue à travers les recensements de la population effectués dans la commune depuis 1793. Pour les communes de moins de 10 000 habitants, une enquête de recensement portant sur toute la population est réalisée tous les cinq ans, les populations de référence des années intermédiaires étant quant à elles estimées par interpolation ou extrapolation. Pour la commune, le premier recensement exhaustif entrant dans le cadre du nouveau dispositif a été réalisé en 2005.

En 2022, la commune comptait 177 habitants, en évolution de −6,84 % par rapport à 2016 (Saône-et-Loire : −1,06 %, France hors Mayotte : +2,11 %).
| 1793 | 1800 | 1806 | 1821 | 1831 | 1836 | 1841 | 1846 | 1851 |
| ---- | ---- | ---- | ---- | ---- | ---- | ---- | ---- | ---- |
| 953  | 475  | 612  | 435  | 462  | 536  | 551  | 561  | 496  |

| 1856 | 1861 | 1866 | 1872 | 1876 | 1881 | 1886 | 1891 | 1896 |
| ---- | ---- | ---- | ---- | ---- | ---- | ---- | ---- | ---- |
| 506  | 513  | 550  | 560  | 536  | 531  | 484  | 437  | 423  |

| 1901 | 1906 | 1911 | 1921 | 1926 | 1931 | 1936 | 1946 | 1954 |
| ---- | ---- | ---- | ---- | ---- | ---- | ---- | ---- | ---- |
| 419  | 421  | 354  | 309  | 287  | 269  | 256  | 233  | 234  |

| 1962 | 1968 | 1975 | 1982 | 1990 | 1999 | 2005 | 2006 | 2010 |
| ---- | ---- | ---- | ---- | ---- | ---- | ---- | ---- | ---- |
| 226  | 239  | 220  | 183  | 178  | 160  | 181  | 186  | 169  |

| 2015 | 2020 | 2022 | - | - | - | - | - | - |
| ---- | ---- | ---- | - | - | - | - | - | - |
| 188  | 180  | 177  | - | - | - | - | - | - |

## Économie

### Vignoble

Les vignobles de la côte chalonnaise et du couchois.

Le vignoble du Couchois est réparti sur 5 communes : Saint-Sernin-du-Plain, Dracy-lès-Couches, Saint-Maurice-lès-Couches, Saint-Jean-de-Trézy et Couches. Il produit des vins robustes et colorés, avec des arômes marqués par le terroir. La notoriété des vins a vu son aboutissement par la création, le 6 septembre 2000, d'une appellation d'origine contrôlée spécifique : Bourgogne côte-du-couchois.
- E.A.R.L. du Puits Fleuri. Picard Jean-Michel et Carole
- Domaine Beselgo Jean-Claude
- Domaine Boutroy Xavier
- E.A.R.L du Clos Voyen, Gadant Marie-Christine et Lacour Fabrice
- Domaine de la Tour Bajole  E.A.R.L Dessendre Jean-Claude et Marie-Anne
- Domaine Royet Roland
- Domaine Laurent Jean-Claude
- Domaine Magnien Olivier

## Culture locale et patrimoine

### Lieux et monuments
- On observe une stèle gallo-romaine dans le mur de son église du XIXe siècle bâtie avec les vieux pilastres romans qui proviennent d'un ancien monastère de Thyl-sur-Arroux.
- On peut toujours voir aujourd'hui, au lieu-dit le Vieux Cimetière, un pan de mur de la vieille église entouré de fragments de tombes, le tout perdu dans d'épaisses broussailles.
- Moulins

Au siècle dernier, le ruisseau alimentait cinq moulins à grains. À Saint-Maurice-lès-Couches les moulins à eau existent à l'état de vestiges sur les bras de la Vielle dite rivière de Bouhy et de Corcelles. Ils sont situés entre le pont de Corcelles, le pont du chemin des moulins et le chemin des bras :
- - le moulin Henry section D Corcelles N° 174 ;
  - le moulin Chamard section D Corcelles N° 53 ;
  - le moulin Fériot section D sur Vinré N° 42 ;
  - le moulin Boisson section D sur Vinré N° 36 ;
  - le moulin Maîtrejean section D sur Vinré N° 35 ;
  - le moulin Michaud section C les petits galets N° 178.

Le dernier meunier à avoir exercé a été Jean Boisson, le père de Jeanne Boisson épouse Dessendre, le grand-père de Roger Dessendre qui se trouve à être l'aîné de ses petits-enfants (Jean Boisson 1856 – 1907).
- Le petit « musée du vigneron », créé par Roger Dessendre[18].
- À l'entrée de Saint-Maurice (côté Couches à 3 km) sur la départementale no 1, une table d'orientation fait découvrir une vue sur le village et son vignoble.

### Personnalités liées à la commune
- Pierre Verdun, créateur des sociétés Robot-Coupe et Magimix, inventeur notamment du mixeur à couteau fond de cuve, est né à Saint-Maurice-lès-Couches le 28 septembre 1924.
- Ferdinand Sarrien, homme politique français, y est représenté par la « Maison Sarrien », demeure où vivent ses descendants.
- Guy Le Moal, ethnologue français, y a vécu plusieurs années avec  sa femme Huguette Cesareo.

### Héraldique
| Blason de Saint-Maurice-lès-Couches | Blason  | D'azur à un casque romain d'or crêté de gueules ; au chef bandé d'or et d'azur et à la bordure de gueules. |
| Blason de Saint-Maurice-lès-Couches | Détails | Le chef est aux armes de Bourgogne ancien, et le casque évoque saint Maurice mais rappelle aussi l'origine du village, bâti en 1295 sur l'emplacement d'une chapelle romaine qui lui était dédiée. Le statut officiel du blason reste à déterminer. |

## Pour approfondir